# Die Hohe Schule der Kriegskunst bei Geschäftsverhandlungen
Die Hohe Schule der Kriegskunst bei Geschäftsverhandlungen (chinesisch 商务谈判高阶兵法, Pinyin Shāngwù Tánpàn Gāojīe Bīngfǎ) ist ein 2008 in chinesischer Sprache erschienener Ratgeber des taiwanischen Verhandlungsforschers Liu Birong. Das Werk wurde vom Sinologen Florian W. Mehring ins Deutsche übersetzt und kommentiert. Dabei handelt es sich – soweit bekannt – um die erste westliche Übersetzung eines an Chinesen gerichteten Verhandlungsratgebers. Die deutschsprachige kommentierte Übersetzung wurde 2017 veröffentlicht.

## Inhalt des Werkes
Das chinesische weitgehend populärwissenschaftliche Originalwerk beruht auf Videoaufzeichnungen zahlreicher Vorträge Liu Birongs zu unterschiedlichsten Themen, die von der Universität Peking in Schriftform gebracht und veröffentlicht wurden. Das Werk ist vornehmlich an chinesische Geschäftsleute gerichtet und behandelt unterschiedliche Gebiete in den Bereichen der Verhandlungstheorie und -praxis. Neben dem theoretischen Grundgerüst nehmen praktische Fallbeispiele eine große Rolle innerhalb des Werkes ein.

### Inhaltsverzeichnis
1. Eine Verhandlungskonstellation beurteilen
2. Eine Verhandlungssackgasse erzeugen
3. Das Tor zu einer Verhandlung und die Perspektive einer Verhandlung
4. Die fünf Verhandlungsgefüge
5. Das Auslegen der Karten bei einer Verhandlung
6. Kunstgriffe am Verhandlungstisch
7. Das Verhandlungstaktik-Schema
8. Die zehn Schritte in einer Verhandlung

## Kommentar des Sinologen Florian W. Mehring
Mehring zufolge seien viele westliche Verhandlungskonzepte auf Verhandlungen mit chinesischer Beteiligung nicht anwendbar. Im Laufe seiner Forschungsarbeit über Verhandlungskonzepte in China kam Mehring zu der Erkenntnis, dass die bisher im Westen erschienenen Verhandlungsratgeber mit Chinabezug in der Regel nur aus westlichen Standpunkten heraus verfasst wurden. Die oft klischeehaften Aussagen in solchen Werken seien oberflächlich und würden den Lesern kein tieferes Verständnis der chinesischen Verhandlungsgepflogenheiten ermöglichen. Durch die Übersetzung des Werkes Liu Birongs soll dem deutschsprachigen Publikum ein Einblick in die Vorbereitungsarbeit chinesischer Geschäftsleute ermöglicht werden. Da Liu Birong einer der einflussreichsten Verhandlungsexperten Chinas und Taiwans ist, besitzt das Werk einen repräsentativen Charakter.
In dem Kommentar Mehring werden u. a. einzelne Aspekte aus Liu Birongs Buch mit verbreiteten westlichen Verhandlungsratgebern verglichen. Außerdem wird das Werk unter Berücksichtigung der im chinesischsprachigen Kulturraum allgemein bekannten 36 Strategeme untersucht.
Ein wesentlicher Kern der Kommentars Mehrings ist die Gegenüberstellung der Hohen Schule der Kriegskunst bei Geschäftsverhandlungen mit anderen im Westen verbreiteten Verhandlungsratgebern, darunter beispielsweise dem Harvard-Konzept. Viele der dort tabuisierten Taktiken kommen bei Liu Birong, der in seinem Werk auf Strategeme zurückgreift, vorbehaltlos zum Einsatz. Dies könne Mehring zufolge bei internationalen Verhandlungen mit chinesischer Beteiligung zu unangenehmen Situationen führen. So könne etwa eine Seite ein Verhalten zeigen, das aus ihrer Sicht listig und legitim sei, der anderen jedoch als hinterhältig gelte. Ebenso sei es möglich, dass ein Verhandlungspartner, der sich nach den Strategemen richte, es als Indiz für mangelnde Intelligenz werte, wenn sein Gegenüber vertrauensvoll und offen kommuniziere. Für einen Verhandelnden sei es daher wichtig zu wissen, auf welchem Konzept die Verhandlungsführung des Gegenübers aufbaue, damit unnötige Konflikte vermieden werden können.